# Bife à Café
El Bife à Café (denominado también a veces como Bife à Marrare) es una especialidad culinaria muy popular de un café de Lisboa, denominado Marrare das Sete Portas. Se trata de un café muy frecuentado por bohemios durante el comienzo del siglo XX. Se trata de un filete (bistec o bife) de casi 200 gramos elaborado a la sartén con margarina y condimentado de forma especial con ajos.